# خبيب الريم
خبيب الريم هي منطقة طبيعية تشكل موطنًا لنوع نادر من الغزلان يُسمى الريم وسمي المكان نسبةً إليه. يقع خبيب الريم في المملكة العربية السعودية على بعد 80 كم غرب العاصمة الرياض على طريق الحجاز.